# Don Lusk
Donald „Don“ Lusk (* 28. Oktober 1913 in Burbank; † 30. Dezember 2018 in San Clemente) war ein US-amerikanischer Animator und Regisseur. Bekanntheit erlangte er durch seine Arbeit an Filmen der The Walt Disney Company.

## Leben
Don Lusk begann seine Laufbahn bei den Walt Disney Studios 1933 im Alter von 20 Jahren. Zu seinen frühen Arbeiten zählt der Kurzfilm Ferdinand, der Stier, bei dem er jedoch nicht im Abspann genannt wurde. Der erste abendfüllende Zeichentrickfilm, an dem Lusk mitwirkte, war Pinocchio aus dem Jahr 1940 (nach Schneewittchen war Pinocchio der zweite abendfüllende Spielfilm von Disney). In den folgenden Jahren wirkte er bei einigen der bekanntesten Zeichentrickfilme Disneys mit, darunter Fantasia, Bambi, Cinderella, Alice im Wunderland, Peter Pan, Susi und Strolch und Dornröschen.
1960 verließ Don Lusk die Walt Disney Company, um als unabhängiger Animator zu arbeiten. 1961 erschien mit 101 Dalmatiner der letzte Disney-Film unter seiner Mitwirkung. Lusk arbeitete jedoch weiterhin als Animator für Zeichentrickfilme und Serien, darunter für Charlie Brown und seine Freunde sowie weitere Filme und Fernsehspecials von Die Peanuts. Zudem betätigte er sich in seinen letzten aktiven Berufsjahren als Regisseur. 1993 beendete Lusk im Alter von 80 Jahren seine Laufbahn nach 60 Jahren.
Im Oktober 2013 feierte Don Lusk seinen hundertsten Geburtstag. 2014 wurde er für seine Verdienste mit dem Winsor McCay Award ausgezeichnet, mit dem Personen aus dem Bereich Animation geehrt werden. 2015 war Lusk als Interviewpartner in der Dokumentarreihe American Experience zu sehen. Er starb am 30. Dezember 2018 im Alter von 105 Jahren.

## Filmografie (Auswahl)

### Als Animator
- 1938: Ferdinand, der Stier (Ferdinand the Bull)
- 1940: Pinocchio
- 1940: Fantasia
- 1942: Bambi
- 1946: Onkel Remus’ Wunderland (Song of the South)
- 1950: Cinderella
- 1951: Alice im Wunderland (Alice in Wonderland)
- 1953: Peter Pan
- 1955: Susi und Strolch (Lady and the Tramp)
- 1959: Dornröschen (Sleeping Beauty)
- 1961: 101 Dalmatiner (One Hundred and One Dalmatians)
- 1969: Charlie Brown und seine Freunde (A Boy Named Charlie Brown)
- 1972: Snoopy, Come Home
- 1977: Race for Your Life, Charlie Brown

### Als Regisseur
- 1987: Die Jetsons treffen Familie Feuerstein (The Jetsons Meet the Flintstones)
- 1983–1985: Die Schlümpfe (The Smurfs; Fernsehserie, als Co-Regisseur)
- 1988–1991: A Pup Named Scooby-Doo (Fernsehserie)
- 1990–1994: Tom & Jerry Kids (Fernsehserie)